# Cardenal Caro (tỉnh)
Cardenal Caro là một tỉnh ở vùng O'Higgins, Chile. Tỉnh này có diện tích 3295,07 ki-lô-mét vuông, dân số theo điều tra dân số năm 2002 là 41.160 người

## Các đô thị
Tỉnh này được chia thành 6 đô thị (comuna):
- Pichilemu (Tỉnh lỵ)
- La Estrella
- Litueche
- Marchigüe
- Navidad
- Paredones